# Clethrionomys regulus
Clethrionomys regulus är en däggdjursart som först beskrevs av Thomas 1907.  Clethrionomys regulus ingår i släktet skogssorkar och familjen hamsterartade gnagare. Inga underarter finns listade i Catalogue of Life.
Denna gnagare förekommer främst på Koreahalvön och kanske i angränsande områden av Kina. Arten lever i olika habitat men den föredrar skogar. Ofta hittas den nära vattendrag. I Sydkorea är arten vanligast i lövfällande skogar.
Arten når en kroppslängd (huvud och bål) av 10 till 11,6 cm, en svanslängd av 3,7 till 5,1 cm och en vikt av 23 till 38 g. Ovansidan är täckt av kanelbrun päls och på undersidan förekommer gråaktig päls. Ungar har allmänt en mörkare pälsfärg. Pälsen blir före vintern längre och mjukare. Honor har fyra par spenar. Clethrionomys regulus kännetecknas av molarer utan rötter.